# Blanche Mehaffey

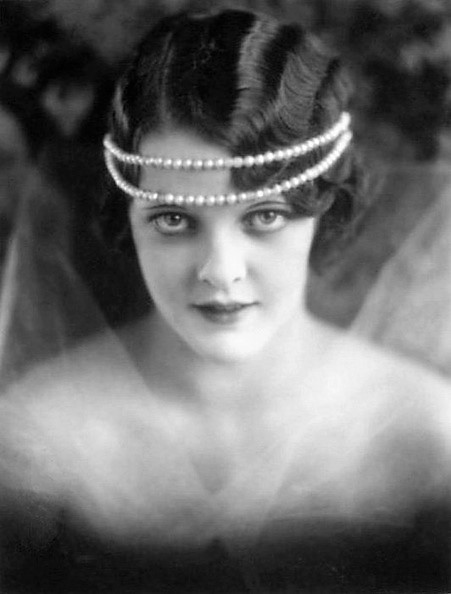
Blanche Mehaffey (1920er, Fotografie von Albert Witzel)

Blanche Mehaffey (* 28. Juli 1908 in Cincinnati, Ohio; † 31. März 1968 in Los Angeles, Kalifornien) war eine US-amerikanische Schauspielerin, die ihre Laufbahn als Showgirl begann.

## Leben
Blanche Mehaffey wurde als eines von zwei Kindern der Sopranistin Blanche Berndt und ihres Mannes Edward Mehaffey geboren. Sie begann ihre Laufbahn als Showgirl bei den Ziegfeld Follies. Deren Produzent Florenz Ziegfeld junior soll Mehaffeys Augen als „die schönsten auf der ganzen Welt“ bezeichnet haben. 1923 gelang ihr der Beginn einer Schauspielkarriere in Hollywood. Im Folgejahr wurde Mehaffey zu einem der WAMPAS Baby Stars gewählt, denen man eine große Karriere in der Filmbranche voraussagte.
In den ersten Jahren ihrer Karriere war Blanche Mehaffey vorwiegend in Filmen von Hal Roach zu sehen. So spielte sie zumeist Rollen in Komödien, oft an der Seite ihrer Filmpartner Charley Chase und Glenn Tryon. 1925 war Mehaffey als Lennie Porter im Spielfilm Eine mondäne Frau zu sehen. Nach einem erfolgreichen Übergang vom Stumm- zum Tonfilm wirkte sie weiterhin als weibliche Hauptdarstellerin in mehreren Filmen mit, beendete schließlich jedoch 1938 mit 30 Jahren ihre Schauspielkarriere.
Im Januar 1928 heiratete Blanche Mehaffey den im Ölgeschäft tätigen George Joseph Hausen in Los Angeles. Die Ehe hielt nur zehn Wochen und wurde anschließend geschieden. In zweiter Ehe war sie mit dem Filmproduzenten Ralph M. Like verheiratet. Beide Ehen blieben kinderlos.
1948 versuchte Blanche Mehaffey mit einer Klage vergebens, dass ihre alten Filme von den Rechteinhabern zur TV-Ausstrahlung an Fernsehsender verkauft werden. Sie starb am 31. März 1968 im Alter von 59 Jahren an einer Überdosis Barbiturate in ihrem Haus in Los Angeles. Mehaffey wurde auf dem Forest Lawn Memorial Park in Glendale bestattet.

## Filmografie (Auswahl)
- 1923: Fully Insured
- 1925: Eine mondäne Frau
- 1925: Seine Söhne (His People)
- 1926: Der Schrecken von Texas (The Texas Streak)
- 1926: Kaufhaus Pleite (Take It from Me)
- 1927: Der Überfall in der Silberschlucht (The Denver Dude)
- 1927: The Silent Rider
- 1928: Air Mail Pilot
- 1931: Soul of the Slums
- 1932: Dynamite Denny
- 1935: North of Arizona
- 1936: Devil Monster
- 1938: Held for Ransom
- 1938: The Wages of Sin